# 伊万里市立啓成中学校
伊万里市立啓成中学校（いまりしりつ けいせいちゅうがっこう）は佐賀県伊万里市木須町にある市立中学校。略称「啓中（けいちゅう）」。

## 概要

### 歴史
1991年（平成3年）に伊万里市立伊万里中学校から分離される形で新設。2021年（令和3年）には創立30周年を迎えた。

### 校是
啓成中学校は
みんなで創る
みんなで伸びる
みんなで喜ぶ

### 校章
中央に校名の「啓中」の文字（縦書き）を置いている。

### 校歌
タイトルは「光よ 生命よ」。作詞は片岡繁男、作曲は藤田耕平による。歌詞は3番まであり、3番に校名の「啓成」が登場する。

### 通学区域
- 伊万里市立伊万里小学校区
- 伊万里市立牧島小学校区[2]

## 沿革
開校前
- 1982年（昭和57年）8月 - 伊万里市小・中学校規模適正化協議会が、伊万里市立伊万里中学校を以下の2校に分離することを答申[3]。
  - 伊万里小学校と牧島小学校両校区を通学区域とする中学校
  - 大坪小学校と大坪第二小学校（仮称）区両校区を通学区域とする中学校

開校後
- 1991年（平成3年）
  - 4月1日 - 伊万里市立伊万里中学校から分離される形で「伊万里市立啓成中学校」（現校名）が開校。初代校長は小嶋一郎。
    - これにより、伊万里市立伊万里小学校区、伊万里市立牧島小学校区が啓成中学校区となる。

  - 4月8日 - 開校式および始業式を挙行。生徒数444名（14学級）、職員数30名。
  - 10月 - 校歌を制定。
- 1998年（平成10年）- 大連市第三七中学校と友好校締結の趣意書が取り交わされる[4]。

## 交通
最寄りの鉄道駅
- 「伊万里駅」より1.5km
  - JR九州 筑肥線
  - 松浦鉄道（MR）西九州線

最寄りの幹線道路
- 国道204号
- 佐賀県道321号黒川松島線

## 周辺
- 伊万里市立伊万里小学校
- 佐賀県立伊万里実業高等学校商業キャンパス（旧・佐賀県立伊万里商業高等学校）
- 啓成郵便局

## 参考資料
- 「伊万里市史 教育・人物編」（2003年（平成15年）3月31日発行, 伊万里市）p.392 - p.395